# Helfrich Bernhard Wenck
Helfrich Bernhard Wenck (Idstein, 19 giugno 1739 – Darmstadt, 27 aprile 1803) è stato un educatore e storico tedesco.

## Biografia
Frequentò la Darmstadt Pädagogium, dove anche suo padre, Johann Martin Wenck, servì da rettore. In seguito studiò a Giessen e a Gottinga, e in agosto 1761 fu  assunto al Darmstadt Pädagogium come collaboratore. Qui lavorò come  subappaltatore (dal 1766), prorettore (dal 1768) e, come rettore (dal 1769). Dal 1775 lavorò come storiografo, e in seguito raggiunse la posizione di consistorialrath nel 1778. Nel 1783 diventò membro del Academiae Theodoro-Palatinae a Mannheim (oggi Università di Mannheim).
La sua opera letteraria più nota fu sulla storia dell'Assia chiamata Hessische Landesgeschichte, pubblicata in tre volumi tra il 1783 e il 1803. Un'altra opera celebre era Lateinische Grammatik für Schulen (grammatica latina per le scuole), successivamente modificata nel 1823 da Georg Friedrich Grotefend (1775-1853).
Era il fratello dello storico Friedrich August Wilhelm Wenck (1741-1810).

## Opere
- Karl Robert Wenck: Wenck, Helfrich Bernhard. In: Allgemeine Deutsche Biographie (ADB). Band 41, Duncker & Humblot, Leipzig 1896, p. 703–709.